# Labdarúgás az 1976. évi nyári olimpiai játékokon
Az 1976. évi nyári olimpiai játékokon a férfi labdarúgótornát július 18. és 31. között rendezték. A tornán 3 válogatott visszalépése miatt 13 nemzet csapata vett részt.

## Éremtáblázat
(Az egyes számoszlopok legmagasabb értéke, vagy értékei vastagítással kiemelve.)
| Az 1976. évi nyári olimpiai játékok éremtáblázata labdarúgásban | Az 1976. évi nyári olimpiai játékok éremtáblázata labdarúgásban | Az 1976. évi nyári olimpiai játékok éremtáblázata labdarúgásban | Az 1976. évi nyári olimpiai játékok éremtáblázata labdarúgásban | Az 1976. évi nyári olimpiai játékok éremtáblázata labdarúgásban | Olimpia  |
| --------------------------------------------------------------- | --------------------------------------------------------------- | --------------------------------------------------------------- | --------------------------------------------------------------- | --------------------------------------------------------------- | -------- |
|                                                                 | Ország                                                          | Arany                                                           | Ezüst                                                           | Bronz                                                           | Összesen |
| 1.                                                              | NDK (GDR)                                                       | 1                                                               | 0                                                               | 0                                                               | 1        |
| 2.                                                              | Lengyelország (POL)                                             | 0                                                               | 1                                                               | 0                                                               | 1        |
| 3.                                                              | Szovjetunió (URS)                                               | 0                                                               | 0                                                               | 1                                                               | 1        |
|                                                                 |                                                                 |                                                                 |                                                                 |                                                                 |          |
| Összesen                                                        | Összesen                                                        | 1                                                               | 1                                                               | 1                                                               | 3        |

## Érmesek
| Az 1976. évi nyári olimpiai játékok érmesei férfi labdarúgásban | Az 1976. évi nyári olimpiai játékok érmesei férfi labdarúgásban | Az 1976. évi nyári olimpiai játékok érmesei férfi labdarúgásban | Az 1976. évi nyári olimpiai játékok érmesei férfi labdarúgásban |
| Arany | Ezüst | Bronz |                                                                 |
| NDK (GDR) | Lengyelország (POL) | Szovjetunió (URS) |                                                                 |
| --- | --- | --- | --------------------------------------------------------------- |
| Jürgen Croy Hans-Jürgen Dörner Konrad Weise Lothar Kurbjuweit Reinhard Lauck Reinhard Häfner Hans-Jürgen Riediger Martin Hoffmann Gerd Kische Wolfram Löwe Hartmut Schade Bernd Bransch Wilfried Gröbner Gerd Weber Gert Heidler Dieter Riedel Hans-Ullrich Grapenthin | Jan Tomaszewski Antoni Szymanowski Władysław Żmuda Zygmunt Maszczyk Grzegorz Lato Henryk Kasperczak Kazimierz Deyna Andrzej Szarmach Kazimierz Kmiecik Henryk Wawrowski Henryk Wieczorek Piotr Mowlik Jerzy Gorgoń Wojciech Rudy Lesław Ćmikiewicz Jan Benigier Roman Ogaza | Vlagyimir Asztapovszkij Viktor Matvijenko Mihail Fomenko Reskó István Vlagyimir Troskin Volodimir Oniscsenko Viktor Kolotov Oleh Blohin Leonyid Burjak Alekszandr Minajev Viktor Zvjagincev Leonyid Nazarenko Anatolij Konykov Vlagyimir Veremejev Vlagyimir Fjodorov David Kipiani Alekszandr Prohorov |                                                                 |

## Helyszínek
- Olimpiai Stadion (Montréal)
- Varsity Stadium (Toronto)
- Lansdowne Park (Ottawa)
- Municipal Stadium (Sherbrooke)

## Résztvevők
| Ázsia - Irán - Izrael - Észak-Korea Dél-Amerika - Brazília Észak-, Közép-Amerika és a Karibi-térség - Kuba - Guatemala - Mexikó | Európa - NDK - Franciaország - Lengyelország (az 1972-es olimpia bajnokaként automatikus résztvevő) - Spanyolország - Szovjetunió Rendező - Kanada |

## Eredmények

### Csoportkör
| Színmagyarázat                                             |
| ---------------------------------------------------------- |
| A csoportok első két helyezettje bejutott a negyeddöntőbe. |
| A csoportok harmadik és negyedik helyezettjei kiestek.     |

#### A csoport
| Csapat        | M            | Gy           | D            | V            | G+           | G–           | Gk           | P            |
| ------------- | ------------ | ------------ | ------------ | ------------ | ------------ | ------------ | ------------ | ------------ |
| Brazília      | 2            | 1            | 1            | 0            | 2            | 1            | +1           | 3            |
| NDK           | 2            | 1            | 1            | 0            | 1            | 0            | +1           | 3            |
| Spanyolország | 2            | 0            | 0            | 2            | 1            | 3            | –2           | 0            |
| Nigéria       | visszalépett | visszalépett | visszalépett | visszalépett | visszalépett | visszalépett | visszalépett | visszalépett |

| 1976. július 18. 12:00 |

| Brazília (BRA) | 0–0         | NDK |
| -------------- | ----------- | --- |
|                | Jegyzőkönyv |     |

| Varsity Stadium, Toronto Nézőszám: 21 643 Játékvezető: John Paterson (skót) |

| 1976. július 20. 12:00 |

| Brazília (BRA)                         | 2–1               | Spanyolország |
| -------------------------------------- | ----------------- | ------------- |
| Rosemiro 7' Chico Fraga 47' (11-esből) | (1–1) Jegyzőkönyv | Idígoras 14'  |

| Olimpiai Stadion, Montréal Nézőszám: 38 123 Játékvezető: Paul Schiller (osztrák) |

| 1976. július 22. 12:00 |

| NDK (GDR)  | 1–0               | Spanyolország |
| ---------- | ----------------- | ------------- |
| Dörner 46' | (0–0) Jegyzőkönyv |               |

| Olimpiai Stadion, Montréal Nézőszám: 36 198 Játékvezető: Werner Winsemann (kanadai) |

#### B csoport
| Csapat        | M | Gy | D | V | G+ | G– | Gk | P |
| ------------- | - | -- | - | - | -- | -- | -- | - |
| Franciaország | 3 | 2  | 1 | 0 | 9  | 3  | +6 | 5 |
| Izrael        | 3 | 0  | 3 | 0 | 3  | 3  | 0  | 3 |
| Mexikó        | 3 | 0  | 2 | 1 | 4  | 7  | –3 | 2 |
| Guatemala     | 3 | 0  | 2 | 1 | 2  | 5  | –3 | 2 |

| 1976. július 19. 12:00 |

| Izrael (ISR) | 0–0         | Guatemala |
| ------------ | ----------- | --------- |
|              | Jegyzőkönyv |           |

| Varsity Stadium, Toronto Nézőszám: 9 500 Játékvezető: Vladimir Rudnev (szovjet) |

| 1976. július 19. 12:00 |

| Franciaország (FRA)                             | 4–1               | Mexikó      |
| ----------------------------------------------- | ----------------- | ----------- |
| Schaer 14' Baronchelli 33' Rubio 78' Amisse 90' | (2–0) Jegyzőkönyv | Sánchez 81' |

| Lansdowne Park, Ottawa Nézőszám: 14 286 Játékvezető: Ángel Norberto Coerezza (argentin) |

| 1976. július 21. 12:00 |

| Franciaország (FRA)                  | 4–1               | Guatemala |
| ------------------------------------ | ----------------- | --------- |
| Platini 7' 86' Amisse 41' Schaer 82' | (2–0) Jegyzőkönyv | Fión 58'  |

| Municipal Stadium, Sherbrooke Nézőszám: 3 163 Játékvezető: Dzsafar Námdár (iráni) |

| 1976. július 21. 12:00 |

| Mexikó (MEX)             | 2–2               | Izrael                                 |
| ------------------------ | ----------------- | -------------------------------------- |
| Rangel 19' 44' López 67′ | (1–0) Jegyzőkönyv | Oz 51' 89′ Shum 55' (11-esből) Lev 67′ |

| Olimpiai Stadion, Montréal Nézőszám: 36 569 Játékvezető: Alberto Michelotti (olasz) |

| 1976. július 23. 12:00 |

| Mexikó (MEX)         | 1–1               | Guatemala         |
| -------------------- | ----------------- | ----------------- |
| Rangel 36' Cosio 75′ | (1–1) Jegyzőkönyv | Rergis 8' (öngól) |

| Municipal Stadium, Sherbrooke Nézőszám: 4 118 Játékvezető: Marian Kustoń (lengyel) |

| 1976. július 23. 12:00 |

| Franciaország (FRA)    | 1–1               | Izrael     |
| ---------------------- | ----------------- | ---------- |
| Platini 80' (11-esből) | (0–0) Jegyzőkönyv | Peretz 75' |

| Olimpiai Stadion, Montréal Nézőszám: 33 639 Játékvezető: Ramón Barreto (uruguayi) |

#### C csoport
| Csapat        | M            | Gy           | D            | V            | G+           | G–           | Gk           | P            |
| ------------- | ------------ | ------------ | ------------ | ------------ | ------------ | ------------ | ------------ | ------------ |
| Lengyelország | 2            | 1            | 1            | 0            | 3            | 2            | +1           | 3            |
| Irán          | 2            | 1            | 0            | 1            | 3            | 3            | 0            | 2            |
| Kuba          | 2            | 0            | 1            | 1            | 0            | 1            | –1           | 1            |
| Ghána         | visszalépett | visszalépett | visszalépett | visszalépett | visszalépett | visszalépett | visszalépett | visszalépett |

| 1976. július 18. 12:00 |

| Lengyelország (POL) | 0–0         | Kuba |
| ------------------- | ----------- | ---- |
|                     | Jegyzőkönyv |      |

| Lansdowne Park, Ottawa Nézőszám: 29 417 Játékvezető: Ávráhám Klein (izraeli) |

| 1976. július 20. 12:00 |

| Irán (IRI)   | 1–0               | Kuba |
| ------------ | ----------------- | ---- |
| Mazloumi 28' | (1–0) Jegyzőkönyv |      |

| Lansdowne Park, Ottawa Nézőszám: 11 324 Játékvezető: Adolf Prokop (keletnémet) |

| 1976. július 22. 12:00 |

| Lengyelország (POL)        | 3–2               | Irán                 |
| -------------------------- | ----------------- | -------------------- |
| Szarmach 48' 75' Deyna 51' | (0–1) Jegyzőkönyv | Parvin 6' Rovsan 79' |

| Olimpiai Stadion, Montréal Nézőszám: 32 309 Játékvezető: Arnaldo Coelho (brazil) |

#### D csoport
| Csapat      | M            | Gy           | D            | V            | G+           | G–           | Gk           | P            |
| ----------- | ------------ | ------------ | ------------ | ------------ | ------------ | ------------ | ------------ | ------------ |
| Szovjetunió | 2            | 2            | 0            | 0            | 5            | 1            | +4           | 4            |
| Észak-Korea | 2            | 1            | 0            | 1            | 3            | 4            | –1           | 2            |
| Kanada      | 2            | 0            | 0            | 2            | 2            | 5            | –3           | 0            |
| Zambia      | visszalépett | visszalépett | visszalépett | visszalépett | visszalépett | visszalépett | visszalépett | visszalépett |

| 1976. július 19. 12:00 |

| Kanada (CAN) | 1–2               | Szovjetunió       |
| ------------ | ----------------- | ----------------- |
| Douglas 88'  | (0–2) Jegyzőkönyv | Oniscsenko 8' 11' |

| Olimpiai Stadion, Montréal Nézőszám: 34 320 Játékvezető: Robert Helies (francia) |

| 1976. július 21. 12:00 |

| Észak-Korea (PRK)                                             | 3–1               | Kanada      |
| ------------------------------------------------------------- | ----------------- | ----------- |
| An Szeuk (An Se-Uk) 18' Hong Szongnam (Hong Song-Nam) 66' 80' | (1–0) Jegyzőkönyv | Douglas 51' |

| Varsity Stadium, Toronto Nézőszám: 12 638 Játékvezető: Marco Antonio Dorantes (mexikói) |

| 1976. július 23. 12:00 |

| Szovjetunió (URS)                                   | 3–0               | Észak-Korea                |
| --------------------------------------------------- | ----------------- | -------------------------- |
| Kolotov 76' (11-esből) Veremejev 81' 85′ Blohin 89' | (0–0) Jegyzőkönyv | An Gilvan (An Gil-Wan) 74′ |

| Lansdowne Park, Ottawa Nézőszám: 15 233 Játékvezető: Emilio Guruceta-Muro (spanyol) |

### Egyenes kieséses szakasz
|  |              |               |               |               |   |               |               |             |               |               |               |       |       |
|  | Negyeddöntők | Negyeddöntők  | Negyeddöntők  |               |   | Elődöntők     | Elődöntők     | Elődöntők   |               |               | Döntő         | Döntő | Döntő |
|  | Negyeddöntők | Negyeddöntők  | Negyeddöntők  |               |   | Elődöntők     | Elődöntők     | Elődöntők   |               |               | Döntő         | Döntő | Döntő |
|  | július 25.   |               |               |               |   |               |               |             |               |               |               |       |       |
|  |              |               |               |               |   |               |               |             |               |               |               |       |       |
|  | A2           | NDK           | 4             |               |   |               |               |             |               |               |               |       |       |
|  | A2           | NDK           | 4             | július 27.    |   |               |               |             |               |               |               |       |       |
|  | B1           | Franciaország | 0             |               |   |               |               |             |               |               |               |       |       |
|  | B1           | Franciaország | 0             |               |   | NDK           | NDK           | 2           |               |               |               |       |       |
|  | július 25.   |               |               |               |   | NDK           | NDK           | 2           |               |               |               |       |       |
|  |              |               | Szovjetunió   | Szovjetunió   | 1 |               |               |             |               |               |               |       |       |
|  | D1           | Szovjetunió   | Szovjetunió   | Szovjetunió   | 1 | 2             |               |             |               |               |               |       |       |
|  | D1           | Szovjetunió   |               |               |   | 2             | július 31.    |             |               |               |               |       |       |
|  | C2           | Irán          | 1             |               |   |               |               |             |               |               |               |       |       |
|  | C2           | Irán          | 1             |               |   | NDK           | NDK           | 3           |               |               |               |       |       |
|  | július 25.   |               |               |               |   | NDK           | NDK           | 3           |               |               |               |       |       |
|  |              |               | Lengyelország | Lengyelország | 1 |               |               |             |               |               |               |       |       |
|  | A1           | Brazília      | Lengyelország | Lengyelország | 1 | 4             |               |             |               |               |               |       |       |
|  | A1           | Brazília      | július 27.    |               |   | 4             |               |             |               |               |               |       |       |
|  | B2           | Izrael        | 1             |               |   |               |               |             |               |               |               |       |       |
|  | B2           | Izrael        | 1             |               |   | Lengyelország | Lengyelország | 2           | Bronzmérkőzés | Bronzmérkőzés | Bronzmérkőzés |       |       |
|  | július 25.   |               |               |               |   | Lengyelország | Lengyelország | 2           | Bronzmérkőzés | Bronzmérkőzés | Bronzmérkőzés |       |       |
|  |              |               | Brazília      | Brazília      | 0 |               |               | július 29.  | július 29.    | július 29.    |               |       |       |
|  | C1           | Lengyelország | Brazília      | Brazília      | 0 | 5             |               | július 29.  | július 29.    | július 29.    |               |       |       |
|  | C1           | Lengyelország |               |               |   |               |               | Szovjetunió | Szovjetunió   | 2             |               |       |       |
|  | D2           | Észak-Korea   | 0             |               |   |               |               | Szovjetunió | Szovjetunió   | 2             |               |       |       |
|  | D2           | Észak-Korea   | 0             |               |   | Brazília      | Brazília      | 0           |               |               |               |       |       |
|  |              |               |               |               |   | Brazília      | Brazília      | 0           |               |               |               |       |       |

#### Negyeddöntők
| 1976. július 25. 12:00 |

| NDK (GDR)                                                  | 4–0               | Franciaország           |
| ---------------------------------------------------------- | ----------------- | ----------------------- |
| Löwe 27' Dörner 60' (11-esből) 68' (11-esből) Riediger 77' | (1–0) Jegyzőkönyv | Rubio 58′ Fernandez 58′ |

| Lansdowne Park, Ottawa Nézőszám: 20 083 Játékvezető: Alberto Michelotti (olasz) |

| 1976. július 25. 12:00 |

| Szovjetunió (URS)          | 2–1               | Irán                       |
| -------------------------- | ----------------- | -------------------------- |
| Minajev 40' Zvjagincev 67' | (1–0) Jegyzőkönyv | Qelichkhani 82' (11-esből) |

| Municipal Stadium, Sherbrooke Nézőszám: 5 855 Játékvezető: Guillermo Velasquez (kolumbiai) |

| 1976. július 25. 12:00 |

| Brazília (BRA)                         | 4–1               | Izrael     |
| -------------------------------------- | ----------------- | ---------- |
| Jarbas 56' 74' Erivelto 72' Júnior 88' | (0–0) Jegyzőkönyv | Peretz 80' |

| Varsity Stadium, Toronto Nézőszám: 18 601 Játékvezető: Palotai Károly (magyar) |

| 1976. július 25. 12:00 |

| Lengyelország (POL)                           | 5–0               | Észak-Korea             |
| --------------------------------------------- | ----------------- | ----------------------- |
| Szarmach 13' 49' Lato 59' 79' Szymanowski 64' | (1–0) Jegyzőkönyv | An Szeuk (An Se-Uk) 56′ |

| Olimpiai Stadion, Montréal Nézőszám: 46 885 Játékvezető: Paul Schiller (osztrák) |

#### Elődöntők
| 1976. július 27. 12:00 |

| Szovjetunió (URS)      | 1–2               | NDK                                  |
| ---------------------- | ----------------- | ------------------------------------ |
| Kolotov 84' (11-esből) | (0–0) Jegyzőkönyv | Dörner 59' (11-esből) Kurbjuweit 66' |

| Olimpiai Stadion, Montréal Nézőszám: 57 182 Játékvezető: Marco Antonio Dorantes (mexikói) |

| 1976. július 27. 12:00 |

| Lengyelország (POL) | 2–0               | Brazília |
| ------------------- | ----------------- | -------- |
| Szarmach 51' 82'    | (0–0) Jegyzőkönyv |          |

| Varsity Stadium, Toronto Nézőszám: 21 743 Játékvezető: John Paterson (skót) |

#### Bronzmérkőzés
| 1976. július 29. |

| Szovjetunió (URS)                       | 2–0               | Brazília |
| --------------------------------------- | ----------------- | -------- |
| Oniscsenko 5' Nazarenko 49' Troskin 85′ | (1–0) Jegyzőkönyv |          |

| Olimpiai Stadion, Montréal Nézőszám: 55 647 Játékvezető: Ávráhám Klein (izraeli) |

#### Döntő
| 1976. július 31. |

| NDK (GDR)                         | 3–1               | Lengyelország |
| --------------------------------- | ----------------- | ------------- |
| Schade 7' Hoffmann 14' Häfner 84' | (2–0) Jegyzőkönyv | Lato 59'      |

| Olimpiai Stadion, Montréal Nézőszám: 71 617 Játékvezető: Ramón Barreto (uruguayi) |

| Az 1976. évi nyári olimpiai játékok férfi labdarúgótornájának olimpiai bajnoka |
| · NDK · 1. cím                                                                 |
| ------------------------------------------------------------------------------ |

### Végeredmény
Az első négy helyezett utáni sorrend nem tekinthető hivatalosnak, mivel ezekért a helyekért nem játszottak mérkőzéseket. Ezért e helyezések meghatározása a következők szerint történt:
1. több szerzett pont
2. jobb gólkülönbség
3. több szerzett gól
4. nemzetnév

| Helyezés | Nemzet              | M | Gy | D | V | G+ | G– | Gk | P |
| -------- | ------------------- | - | -- | - | - | -- | -- | -- | - |
| Arany    | NDK (GDR)           | 5 | 4  | 1 | 0 | 10 | 2  | +8 | 9 |
| Ezüst    | Lengyelország (POL) | 5 | 3  | 1 | 1 | 11 | 5  | +6 | 7 |
| Bronz    | Szovjetunió (URS)   | 5 | 4  | 0 | 1 | 10 | 4  | +6 | 8 |
| 4.       | Brazília (BRA)      | 5 | 2  | 1 | 2 | 6  | 6  | 0  | 5 |
|          |                     |   |    |   |   |    |    |    |   |
| 5.       | Franciaország (FRA) | 4 | 2  | 1 | 1 | 9  | 7  | +2 | 5 |
| 6.       | Izrael (ISR)        | 4 | 0  | 3 | 1 | 4  | 7  | –3 | 3 |
| 7.       | Irán (IRI)          | 3 | 1  | 0 | 2 | 4  | 5  | –1 | 2 |
| 8.       | Észak-Korea (PRK)   | 3 | 1  | 0 | 2 | 3  | 9  | –6 | 2 |
|          |                     |   |    |   |   |    |    |    |   |
| 9.       | Mexikó (MEX)        | 3 | 0  | 2 | 1 | 4  | 7  | –3 | 2 |
| 10.      | Guatemala (GUA)     | 3 | 0  | 2 | 1 | 2  | 5  | –3 | 2 |
| 11.      | Kuba (CUB)          | 2 | 0  | 1 | 1 | 0  | 1  | –1 | 1 |
| 12.      | Spanyolország (ESP) | 2 | 0  | 0 | 2 | 1  | 3  | –2 | 0 |
| 13.      | Kanada (CAN)        | 2 | 0  | 0 | 2 | 2  | 5  | –3 | 0 |